# Mont Ida (Troade)
Pour les articles homonymes, voir Ida.
Le mont Ida (en ionien-attique Ἴδη / Ídē ; en dorien Ἴδα / Ída ; en turc Kazdağı, « montagne de l'oie », aussi appelée Kaz Dağları), ou Ida phrygien (par opposition à l'Ida crétois), est une chaîne montagneuse d'Asie mineure, à la frontière de la Troade et de la Mysie. Ses plus hauts sommets sont le Gargare (1 774 m d'altitude au point culminant) et le Cotyle, souvent enneigés. Le promontoire qui s'avance en Troade est nommé le Lectos.

## Mythologie
Les légendes issues des textes homériques et du Cycle en font le théâtre de nombreux épisodes mythologiques :
- le prince troyen Ganymède y est enlevé par Zeus ;
- Aphrodite y a rencontré le mortel Anchise ;
- Hermaphrodite, fils de Hermès et d'Aphrodite y est élevé jusqu'à son adolescence, peu avant sa rencontre avec la nymphe Salmacis ;
- Pâris, fils du roi Priam, y est exposé à la naissance et y a plus tard rencontré sa future épouse, la nymphe Œnone. C'est aussi à cet endroit qu'il a rendu son célèbre jugement, lorsque Aphrodite, Athéna et Héra se présentent à lui en lui demandant de remettre la pomme de discorde « à la plus belle des déesses de l'Olympe ». Pâris demande également à ses serviteurs de le transporter sur le mont Ida lorsqu'il est abattu par une flèche provenant de l'arc d'Héraclès aux mains de Philoctète et où Œnone avait promis de le guérir. La nymphe refuse de porter secours à celui qui l'avait abandonnée depuis dix-neuf ans pour Hélène et renvoie son ancien époux mourir à Troie. Elle regrette ensuite son geste et se pend ;
- les dieux olympiens s'y installent pour observer le déroulement de la guerre de Troie.

Le lieu est également un sanctuaire d'Héra et de Cybèle. Cette dernière y est appelée Mater deum magna Idaea, « Grande Mère des dieux, déesse de l'Ida ». Elle s'y serait établie au VIIe siècle av. J.-C., après avoir quitté Pessinonte, en Galatie.
Les fleuves Scamandre, Simoïs et Granique y prennent leur source, tout comme une multitude de rivières et de ruisseaux. Homère qualifie la chaîne d'« Ida aux mille sources ». Les pentes des montagnes sont couvertes de forêts abritant un grand nombre de bêtes sauvages, aussi l'Ida est-elle également qualifiée de « mère des fauves ».

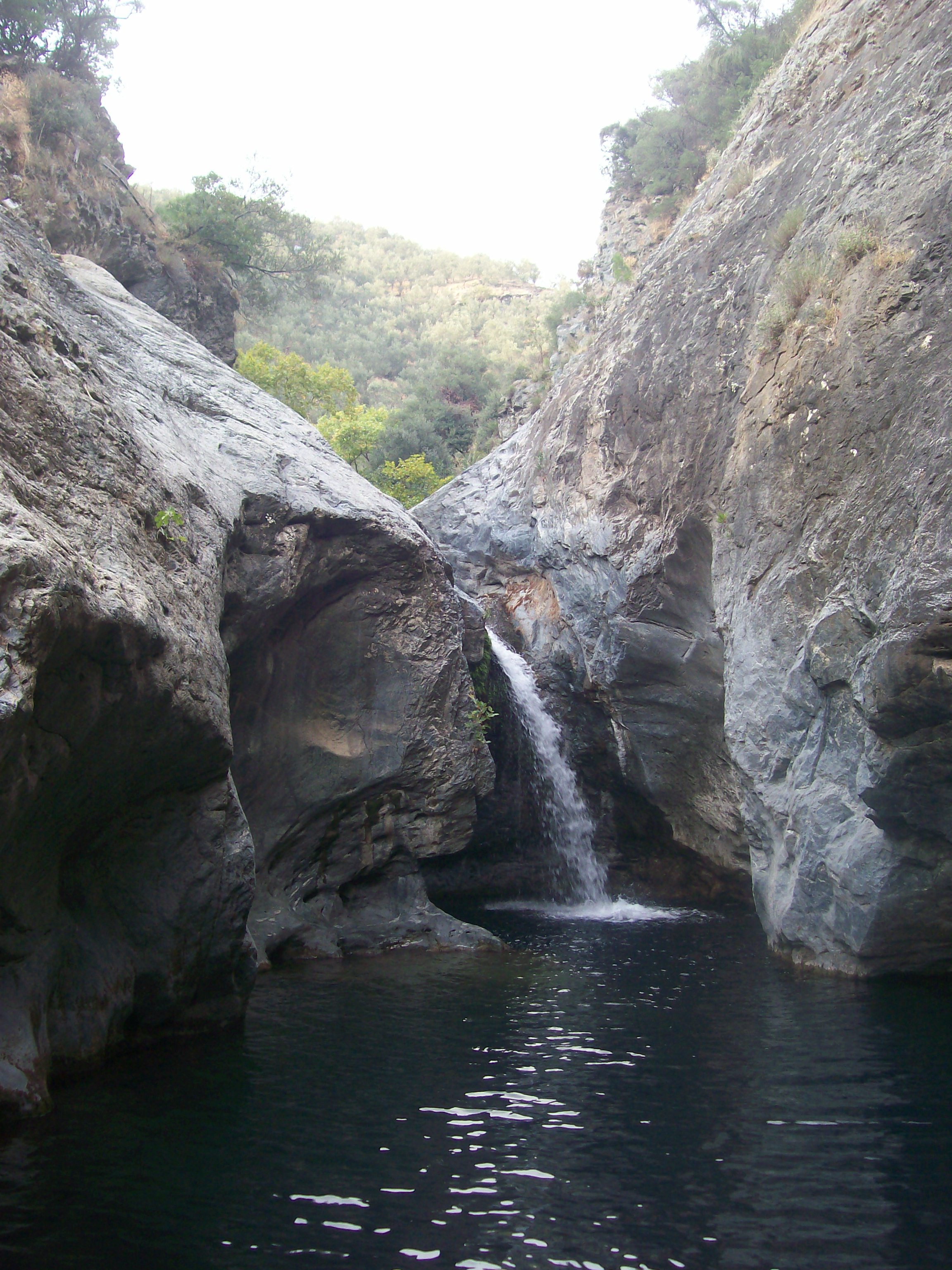
Cascade du mont Ida.
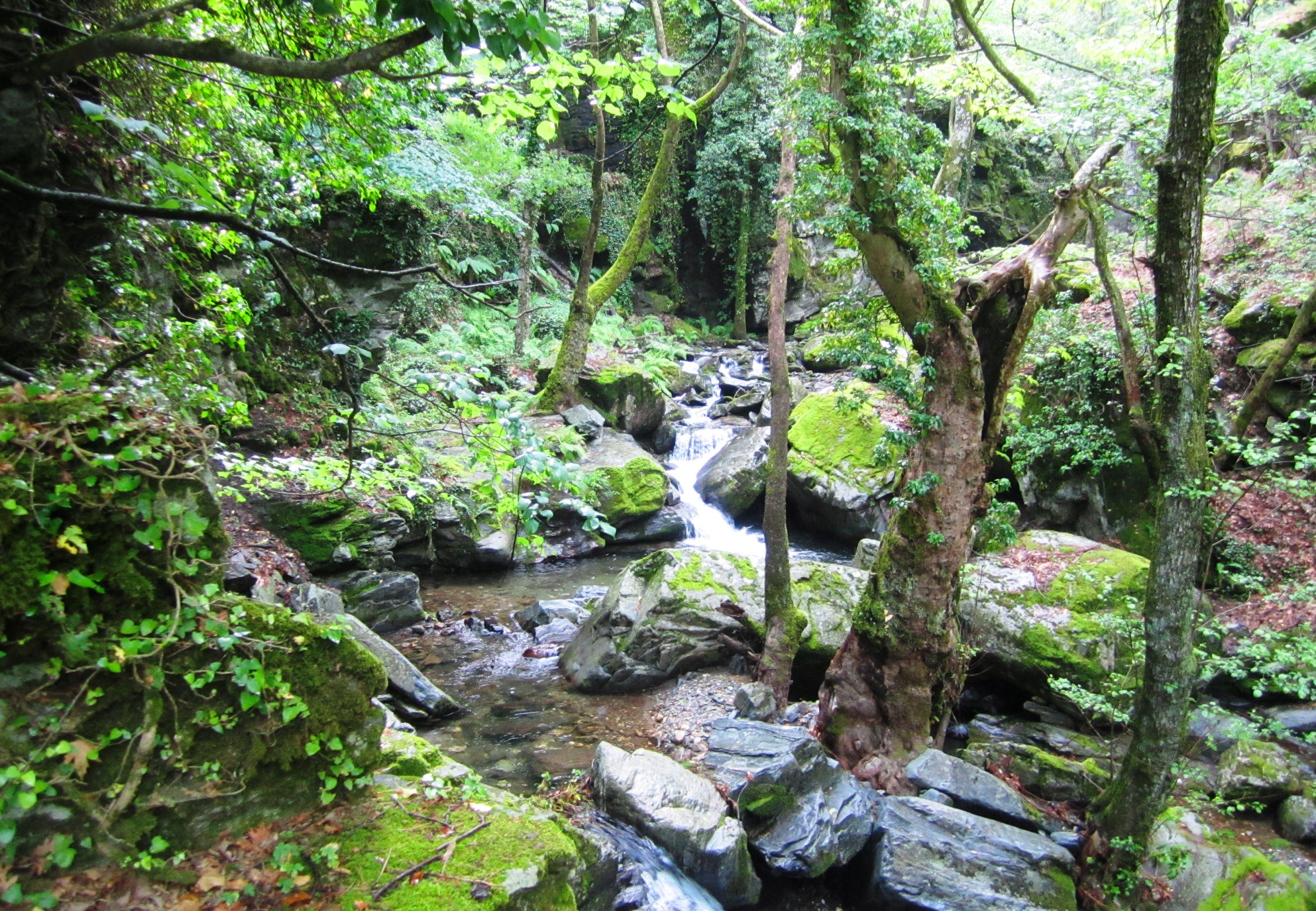
Torrent du mont Ida.

Le nom « Ida » désigne parfois l'ensemble de la Troade (cf. Il., XII, 14).
L'un des sommets de l'Ida, le Phalacra (Φαλάκρα / Phalákra), littéralement le « chauve », est dit porter son nom depuis que ses forêts ont été déboisées pour fournir le bois de construction d'une flotte construite par Phéréclos et commandée par Pâris afin de se rendre en Grèce, alors que son père Priam vient de devenir roi de Troie après la mort de Laomédon,,,,,,.

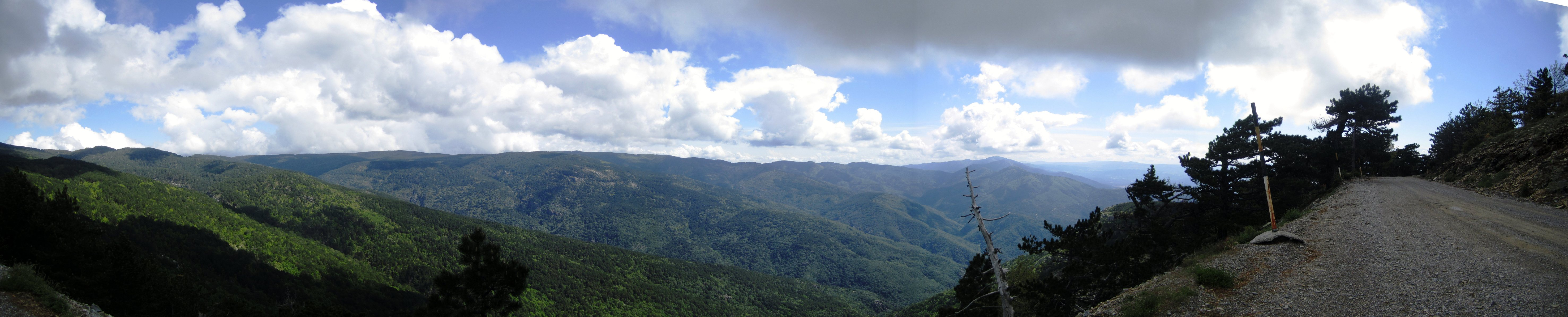
Panorama du mont Ida de Troade.

## Écologie
Depuis juillet 2019, des milliers de personnes se mobilisent pour contester un projet de mine d'or au pied du mont Ida, porté par la filiale turque d’une entreprise canadienne. Les écologistes accusent ce projet de détruire un riche écosystème qui avait jusqu'alors été préservé. D'après les images satellites, début août, des bulldozers auraient déjà arraché quatre fois plus d’arbres que prévu (195 000 contre 46 000). Ils interpellent également sur un possible désastre sanitaire lié à l’utilisation de cyanure pour extraire l’or, une méthode qui pourrait polluer les sols et les cours d’eau des habitants de la région.